# Kazunori Iio
Kazunori Iio (飯尾 一慶?, Iio Kazunori; Shizuoka, 23 febbraio 1982) è un ex calciatore giapponese, di ruolo attaccante.